# Istoria della conquista del Messico
Istoria della conquista del Messico, della popolazione, e de' progressi nell'America Settentrionale conosciuta sotto nome di Nuova Spagna (titolo originale: Historia de la conquista de México, población y progresos de la América septentrional, conocida por el nombre de Nueva España) è un'opera del drammaturgo e storico spagnolo Antonio de Solís y Ribadeneyra.
L'opera fu pubblicata a Madrid nel 1684 e descrive il periodo dalla nomina di Hernán Cortés a condottiero dell'impresa messicana, alla resa dell'ultimo Imperatore Azteco Cuauhtémoc e la successiva entrata nella capitale delle forze di Carlo V.